# Hải Thành, An Sơn

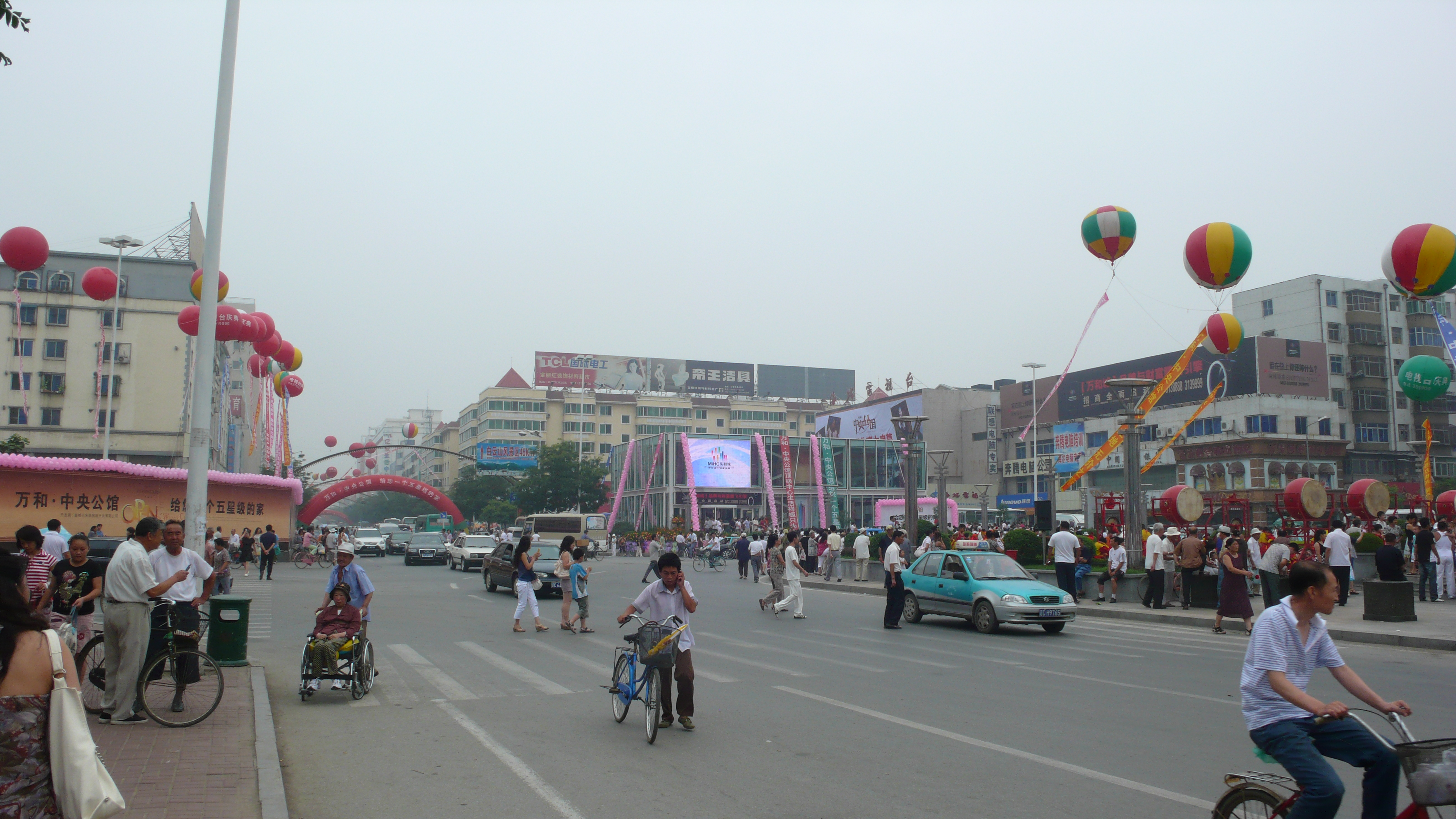
Hải Thành

Hải Thành (chữ Hán giản thể: 海城市, âm Hán Việt: Hải Thành thị) là một thành phố cấp huyện trực thuộc địa cấp thị An Sơn, tỉnh Liêu Ninh, Cộng hòa Nhân dân Trung Hoa. Thành phố Hải Thành có diện tích 2734 km², dân số 1.085.000 người. Mã số bưu chính của Hải Thành là 114200. Chính quyền nhân dân Hải Thành đóng ở nhau đại Hải Châu.
Hải Thành nằm ở phía nam của Liêu Ninh, nằm ở bờ đông hạ lưu Liêu Hà, phía bắc của bán đảo Liêu Đông, có chiều dài đông-tây 80 km, bắc-nam 44 km.
Về mặt hành chính, Hải Thành được chia ra thành 4 nhai đạo biện sự xứ, 23 trấn. Các đơn vị này lại được chia thành 53 uỷ ban xã kh cư, 572 ủy ban thôn.
- Nhai đạo biện sự xứ: Hải Châu, Hưng Hải, Hưởng Đường, Đông Tứ.
- Trấn: Cô Sơn, Xoá Câu, Tiếp Văn, Tích Mộc, Mã Phong, Bài Lâu, Bát Lý, Mao Kì, Anh Lạc, Cảm Vương, Tây Liễu, Trung Tiểu, Ngọc Thạch, Nam Đài, Cam Tuyền, Đại Truân, Đằng Ngao, Cảnh Trang, Ngưu Trang, Tây Tứ, Vọng Đài, Ôn Xuân, Cao Đà.